# William Rowan Hamilton
William Rowan Hamilton (4 tháng 8 năm 1805 – 2 tháng 9 năm 1865) là một nhà toán học, vật lý và thiên văn học người Ireland. Ông đã có những đóng góp quan trọng trong việc phát triển quang học, động lực học, toán học, hình học và đại số. Khám phá của ông về các quaternion là công trình nổi tiếng nhất. Công trình của ông rất quan trọng trong sự phát triển của cơ học lượng tử. Tài năng của Hamilton đã được phát hiện từ rất sớm bởi nhà thiên văn học John Brinkley. Năm 1823, khi Hamilton mười tám tuổi, John Brinkley đã nói rằng: "Chàng trai trẻ này, tôi không nói rằng sẽ là mà bây giờ chính là nhà toán học hàng đầu ở tuổi của anh". Hamilton là người đầu tiên đưa ra các thuật ngữ vectơ, luật kết hợp.